# ولگست
ولگست (به آلمانی: Velgast) یک شهر در آلمان است که در مکلنبورگ-فورپومرن واقع شده‌است.

## خصوصیات
ولگست ۷۱٫۴۲ کیلومترمربع مساحت دارد ۳ متر بالاتر از سطح دریا واقع شده‌است.